# August Winnecke
Friedrich August Theodor Winnecke (Heere, 5 de fevereiro de 1835 — Bonn, 3 de dezembro de 1897) foi um astrônomo alemão.
Após completar seus estudos foi assistente no Observatório de Berlim, e de 1858 a 1867 diretor do Observatório de Pulkovo. Depois viveu longo tempo na vida privada em Karlsruhe. Quando da fundação da nova Universidade de Estrasburgo foi professor de astronomia.